# Saruq Al Hadid
Saruq Al Hadid (en árabe: ساروق الحديد‎ Sarug al-hadeed) es un yacimiento arqueológico de Dubái, Emiratos Árabes Unidos (EAU), y se erige como uno de los enclaves históricos más importantes y enigmáticos del país. Los hallazgos del yacimiento se exponen en un museo del mismo nombre en la ciudad de Dubái. Fue descubierto originalmente por el gobernante de Dubái, el jeque Mohammed bin Rashid Al Maktoum, mientras volaba en su helicóptero por el desierto.

## El yacimiento
Se considera que el yacimiento de Saruq Al Hadid fue un centro de asentamientos humanos, comercio y metalurgia constantes desde el periodo de la Umm Al Nar (2600-2000 a. C.) hasta la Edad del Hierro (1000 a. C.), cuando era un lugar importante para la fundición de bronce, cobre y hierro. Podría decirse que su periodo de florecimiento más importante fue como centro metalúrgico en la Edad de Hierro II (1100-600 a. C.). Uno de los miles de hallazgos documentados en el yacimiento fue un anillo de oro ornamentado que sirvió de inspiración para el logotipo de la Exposición Universal de Dubái de 2020.
La abundancia de cerámica y artefactos metálicos ha dado lugar a especulaciones sobre la posibilidad de identificar el yacimiento como un centro de adoración de serpientes. En total, se han desenterrado en el yacimiento más de 12 000 objetos únicos. Una serie de hallazgos clave se exponen al público en el Museo Arqueológico Saruq Al Hadid de Al Shindagha, en Dubái, ubicado en un edificio tradicional barjeel (torre de vientos) construido en 1928 por el jeque Juma bin Maktoum bin Hasher Al Maktoum.
El lugar, un centro milenario de fabricación y comercio, se ha relacionado con el actual papel de Dubái como centro comercial mundial.

## Descubrimiento

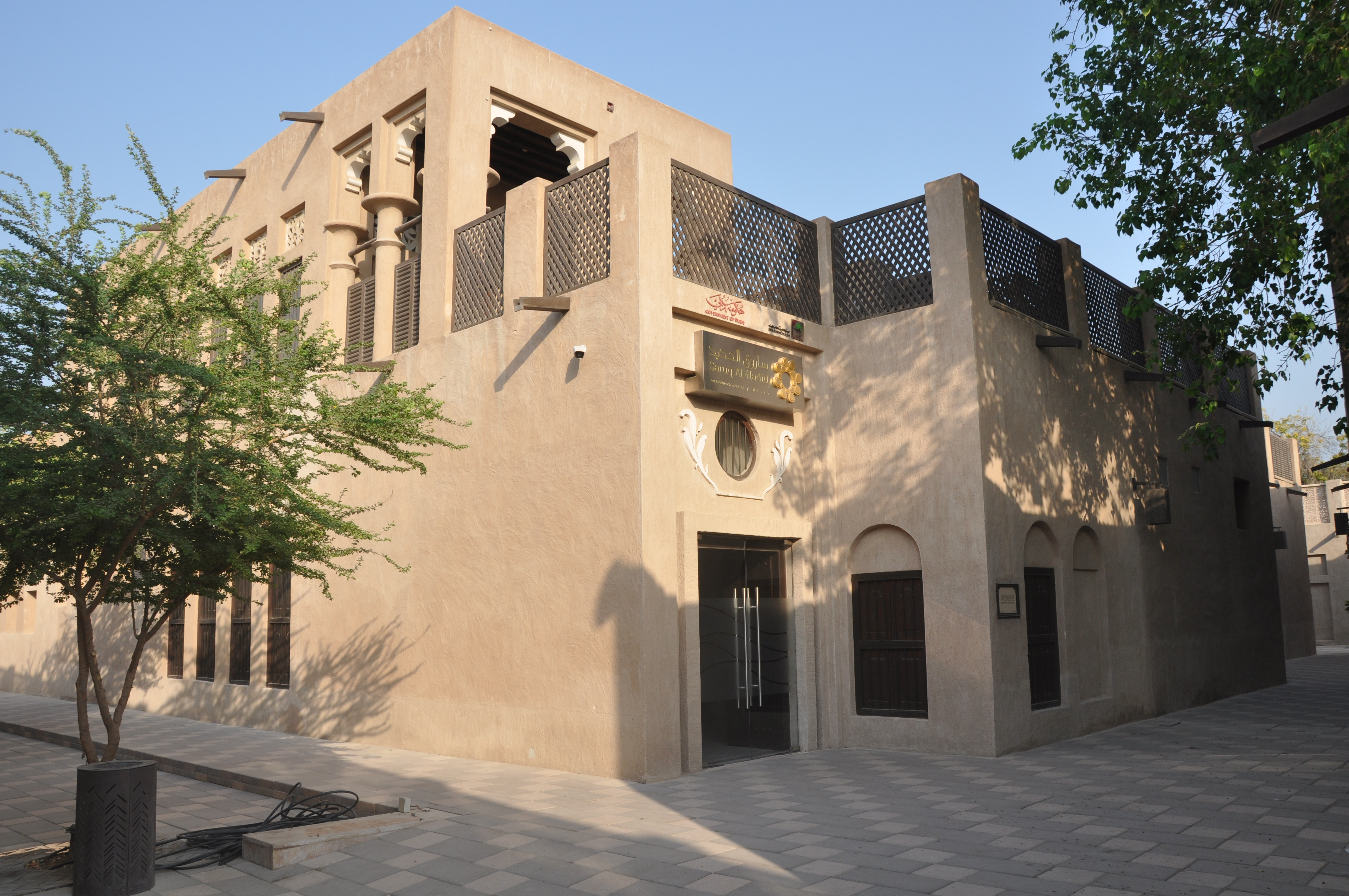
El Museo Arqueológico Saruq Al Hadid se encuentra en la antigua casa de Juma Al Maktoum, en Al Shindagha (Dubái).

El yacimiento, que ahora forma parte de la Reserva de conservación del desierto de Al Marmoom, fue descubierto casualmente en 2002 por el jeque Mohammed bin Rashid Al Maktoum, vicepresidente y primer ministro de los EAU y gobernante de Dubái, mientras atravesaba el desierto en su helicóptero. Al observar unas formaciones dunares inusuales y un gran depósito negro en las arenas, informó del lugar al ayuntamiento de Dubái. El lugar resultó ser un campo de residuos, o escoria, procedentes de la fundición de cobre y hierro. Se conjeturó que el extenso campo de escoria, de unas 1,5 hectáreas, había impedido el desplazamiento y el soplado de la arena y, por tanto, había preservado el yacimiento subyacente.
Aquella primera exploración arrojó una multitud de cerámicas, abalorios y objetos de cobre y bronce, como puntas de flecha, cabezas de hacha, un anzuelo, brazaletes, cuchillos y, curiosamente, modelos de serpientes. Cinco temporadas de excavaciones dirigidas por el departamento de antigüedades de Jordania revelaron «una extraordinaria colección de artefactos de la Edad del Hierro». Los trabajos de prospección llevados a cabo en esta época también desenterraron el cercano yacimiento de Al-Ashoosh en Umm Al Nar. A continuación, en 2008-2009, el Dubai Desert Survey, un proyecto conjunto de un grupo de investigadores estadounidenses y el Departamento de Turismo y Comercio de Dubái, llevó a cabo una serie de excavaciones. Estas excavaciones revelaron que el yacimiento no era sólo un asentamiento de la Edad del Hierro, sino un yacimiento multiperiodo con distintas funciones que se extendían a lo largo de más de tres milenios.
Varias expediciones arqueológicas han trabajado en el yacimiento en los últimos años. El Proyecto de Investigación Arqueológica Saruq al-Hadid (SHARP) de la University of New England (UNE), Australia, completó en 2017 un programa de tres años de trabajo arqueológico de campo y análisis posterior a la excavación. La investigación en diferentes sectores del yacimiento también fue llevada a cabo por equipos del Instituto Arqueológico Sanisera (España, 2015-2019), Thomas Urban and Partner (Alemania, 2016-2017) y el Centro Polaco de Arqueología Mediterránea de la Universidad de Varsovia (Polonia, 2016-2018). Hasta 2018, el equipo polaco, dirigido por Piotr Bieliński e Iwona Zych, excavó una parte del yacimiento elegida para la exploración debido a una gran acumulación (varias toneladas) de escoria de cobre. Los investigadores encontraron grandes cantidades de tiras de cobre y oro, así como otros productos semiacabados y numerosos hallazgos metálicos. La mayoría de ellos eran de producción local, pero muchos objetos eran importados de diferentes partes del mundo.

## Descubrimientos

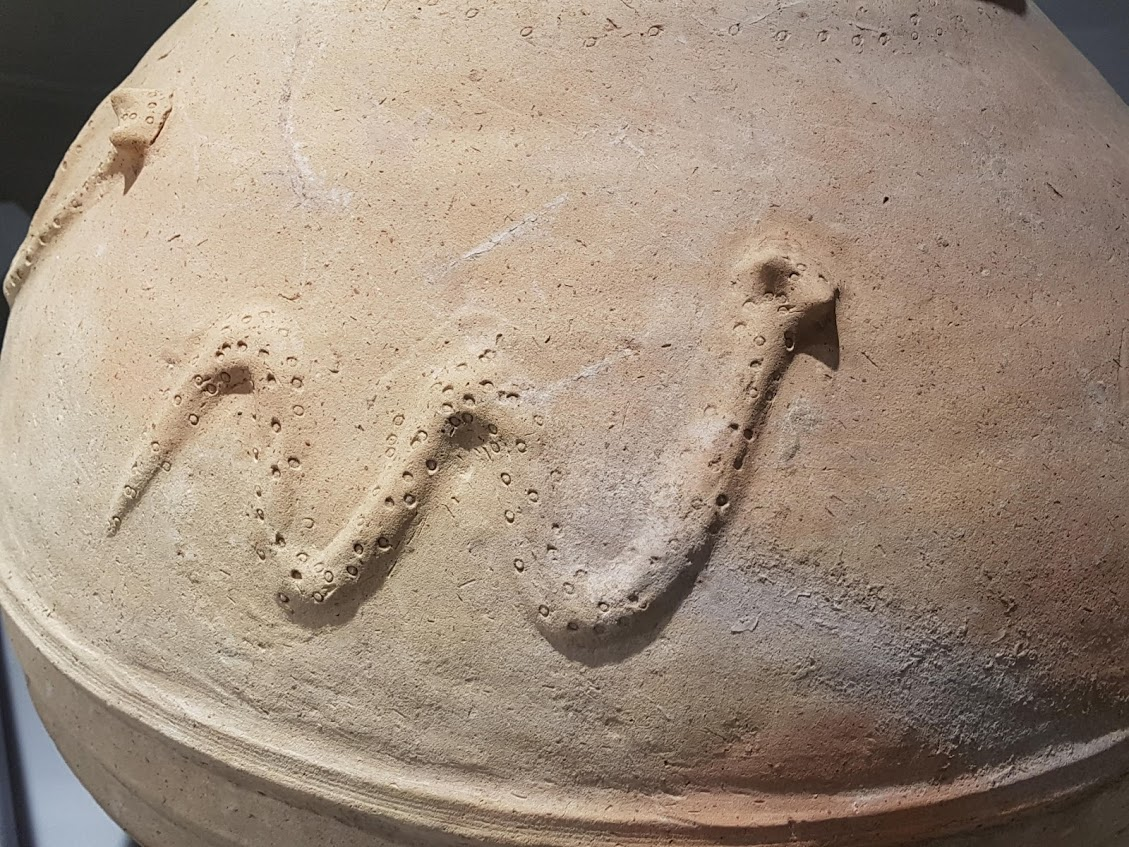
Emblema de serpiente en una vaso de cerámica de Saruq Al Hadid.

Situado a unos 40 km tierra adentro de la costa, en Jebel Ali, el yacimiento es un enigma, ya que carece de los tres requisitos necesarios para fundir metales (agua, combustible y mineral). Se ha especulado con la posibilidad de que el lugar fuera elegido por creencias religiosas. Las serpientes de bronce halladas en el yacimiento, así como la cerámica decorada con motivos de serpientes, proporcionan algunos de los muchos misterios de Saruq Al Hadid. En menor número, se han encontrado en otros lugares de los EAU y Omán, concretamente en Al Qusais, Rumailah, Al Bithnah, Masafi y Salut, pero Saruq Al Hadid era el principal centro de producción o tenía una gran importancia para lo que pudo ser un culto a la serpiente.
Las primeras épocas de Saruq Al Hadid están representadas por hogares revestidos de piedra y tiros de chimeneas, así como por los correspondientes agujeros para postes. Una serie de depósitos de basura que contienen grandes cantidades de huesos de animales han permitido datarlos por radiocarbono en los períodos Umm Al Nar y Wadi Suq. Los depósitos de una gran cantidad de artefactos, que se cree que fueron escondidos, se han datado en la Edad del Hierro I-II, con hallazgos de entre 1,3 y 3 metros datados en la Edad del Hierro II. Los depósitos superficiales corresponden a la Edad del Hierro II y posteriores.
En total, se han recuperado 223 889 fragmentos óseos, desde huesos de dromedarios y oryx hasta de roedores, con numerosos indicios de caza, cría y procesamiento de pieles. También hay un gran número de espinas de peces de agua salada, incluidos cuerpos enteros de doradas, agujones, emperadores y charrascos gruñones, que indicarían la salazón y conservación del pescado en la costa antes de su transporte al interior. Esta práctica de salazón del pescado para su consumo en el interior se observó por primera vez en el Mleiha.
Además de huesos de especies de aves continentales como la codorniz, también se encontraron huesos de cormorán de Socotora. Los restos de animales apuntan a que Saruq Al Hadid disfrutó de una vegetación más rica en el pasado. Los hallazgos de cerámica apuntan a la Edad del Hierro I y los vínculos de Wadi Suq con Tell Abraq, Kalba y Shimal, así como con Muweilah y Bithnah, este último también un yacimiento en el que destacan los motivos de serpientes en la cerámica.
Entre los objetos decorativos descubiertos figuran joyas de metal y piedra, así como elaborados objetos tallados en concha.
Las representaciones de serpientes son un motivo decorativo habitual. Los resultados de la investigación indican que la producción metalúrgica iba acompañada de prácticas rituales.

## Metalurgia

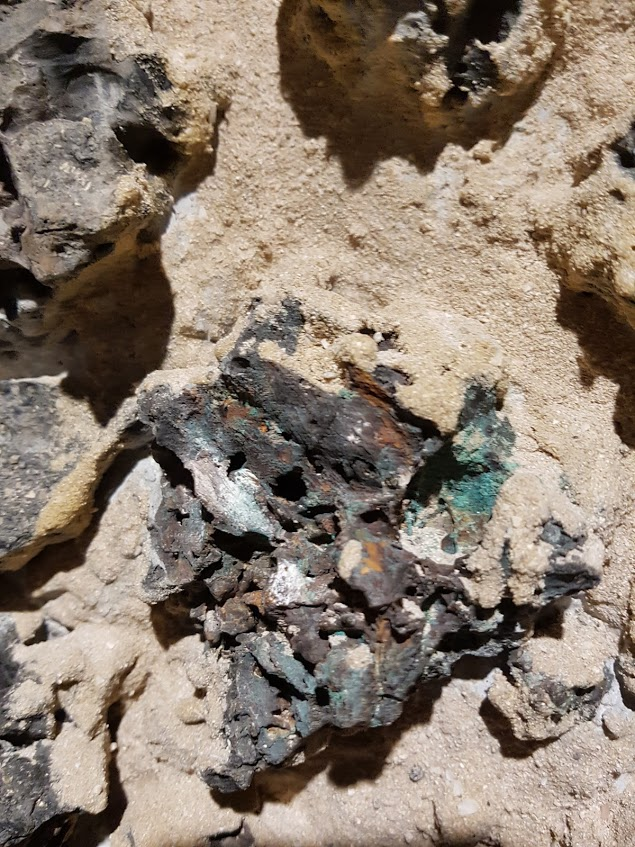
Escoria de cobre del yacimiento.

Hay numerosos indicios de fundición de cobre, como escorias, lingotes y objetos acabados, así como chatarra de cobre. Aunque ha habido hallazgos en el yacimiento que relacionan la fundición con objetos de Wadi Suq, la mayoría de las pruebas son de origen posterior, desde principios de la Edad del Hierro hasta el periodo preislámico.
Entre los objetos de cobre recuperados en el yacimiento se encuentran grandes cantidades de armas (espadas, dagas, cuchillos, hachas y puntas de flecha), así como adornos y decoraciones, incluidas figuras de serpientes. Aunque muchos objetos se fabricaron con cobre muy puro, se han hallado restos de aleaciones, incluidas aleaciones de estaño, que no se encuentra de forma natural en Arabia y que, por tanto, debió de comerciarse desde el extranjero. También se han encontrado piezas de latón ricas en zinc.
En el yacimiento se han encontrado varios objetos bimetálicos, que comprenden aleaciones de hierro y cobre, con más de 200 kg de restos ferrosos en total, una cantidad significativa dada la escasez de objetos ferrosos recuperados en otros yacimientos de la región. A pesar de la gran variedad de objetos de hierro recuperados, no hay indicios de hornos o escorias de hierro en el yacimiento. Los principales hallazgos de oro son materiales básicos, alambre y cuero, así como objetos acabados como cuentas y anillos de oro puro, láminas de oro sobre aleación de plata y plomo.

## Vínculos comerciales
Los 53 sellos desenterrados en el yacimiento constituyen la mayor colección de sellos de la Edad del Hierro de la península arábiga y demuestran los vínculos con Mesopotamia, la zona indoiraní y Egipto. Se han encontrado y catalogado sellos con motivos distintivos de  los túmulos funerarios de Dilmún, así como motivos de animales, figurativos, de media luna, de pirámides y de estrellas.
Los hallazgos de artefactos de madera tallada de principios de la Edad del Hierro en el yacimiento consisten en maderas locales como acacia, ghaf y azufaifa palestina, pero también en objetos de madera de olivo y pino, que apuntan a los primeros vínculos comerciales con el Levante mediterráneo. Así como pruebas de metales procedentes de lugares lejanos, como el estaño, que no se encuentra en la península del Golfo Pérsico, Las cuentas de cornalina apuntan a vínculos con la Valle del Indo, mientras que los sellos y hallazgos de cerámica enlazan con los sumerios de Mesopotamia.
Los rituales relacionados con el culto a la serpiente tienen una larga tradición en Levante, lo que sugiere la existencia de contactos entre estas regiones en el Bronce Tardío y la Primera Edad del Hierro.

## Museo Arqueológico Saruq Al Hadid
Abrió al público en 2016 en el distrito patrimonial Shindagha de Dubái, cerca del Dubai Creek y fue inaugurado por el jeque Mohammed bin Rashid Al Maktoum.
En el museo se exponen colecciones encontradas en el yacimiento de Saruq Al Hadid, así como información arqueológica recopilada en el yacimiento. El museo se encuentra en la histórica casa del jeque Juma Al Maktoum (hermano del antiguo gobernante de Dubái, Saeed bin Maktoum bin Hasher Al Maktoum) en Shindagha. La exposición consta de varias salas, cada una de las cuales contiene objetos específicos y explicaciones sobre la historia arqueológica asociada a ellos. El museo está dividido en salas que contienen objetos de metal, huesos de animales, símbolos de serpientes y joyas. También hay una tienda de regalos para los turistas.
Otros lugares históricos de la zona son la casa del jeque Casa de Saeed Al Maktoum Saeed Al Maktoum, que ahora es también un museo que alberga artefactos antiguos de Dubái.

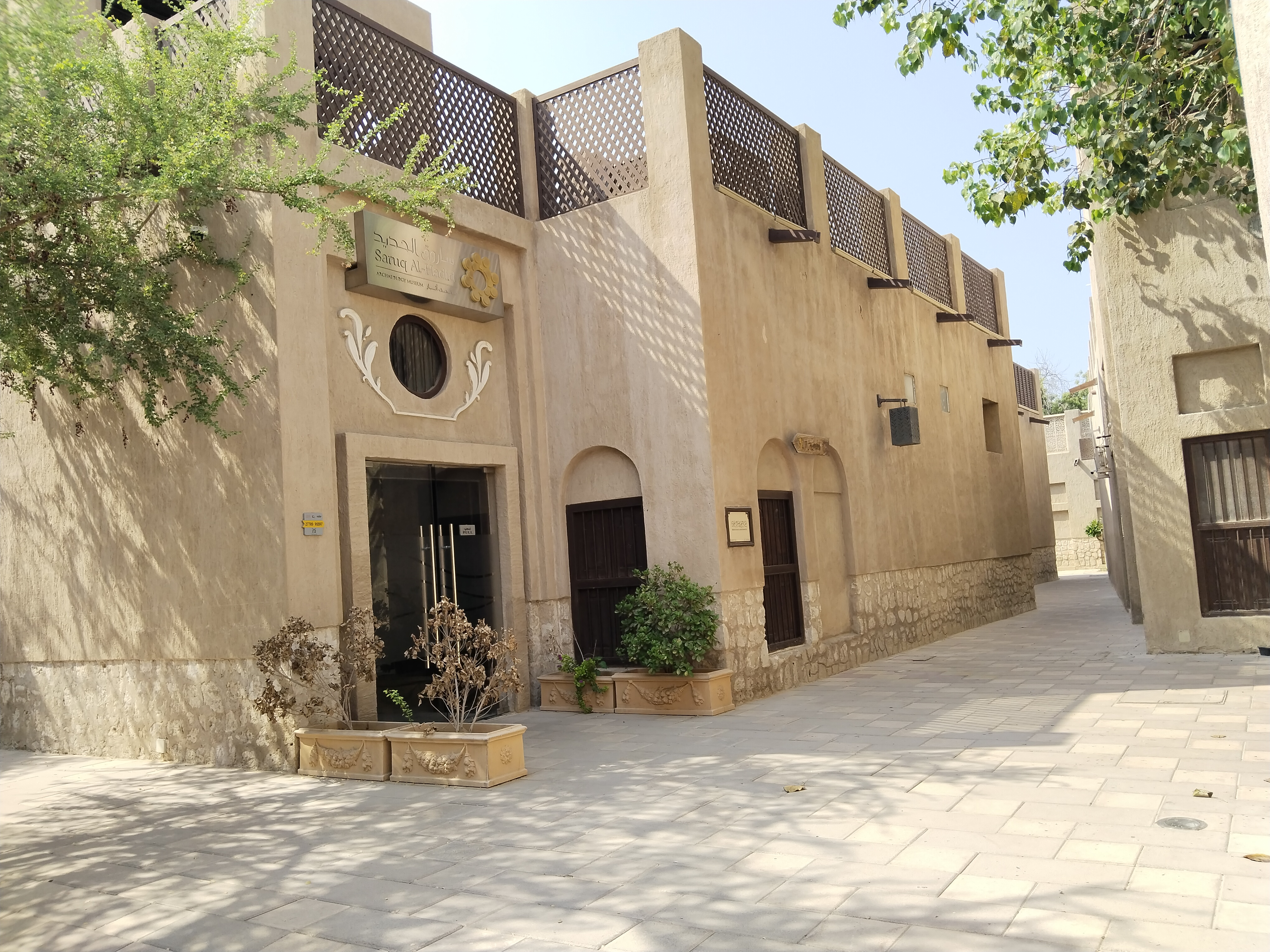
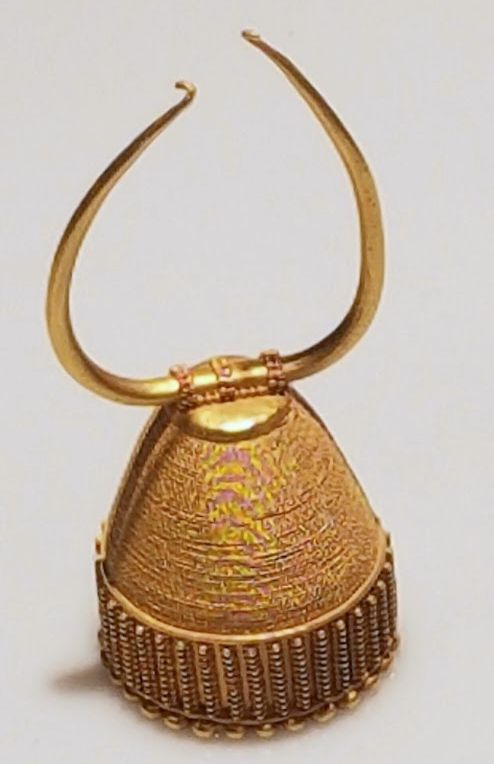
Joyas de oro.
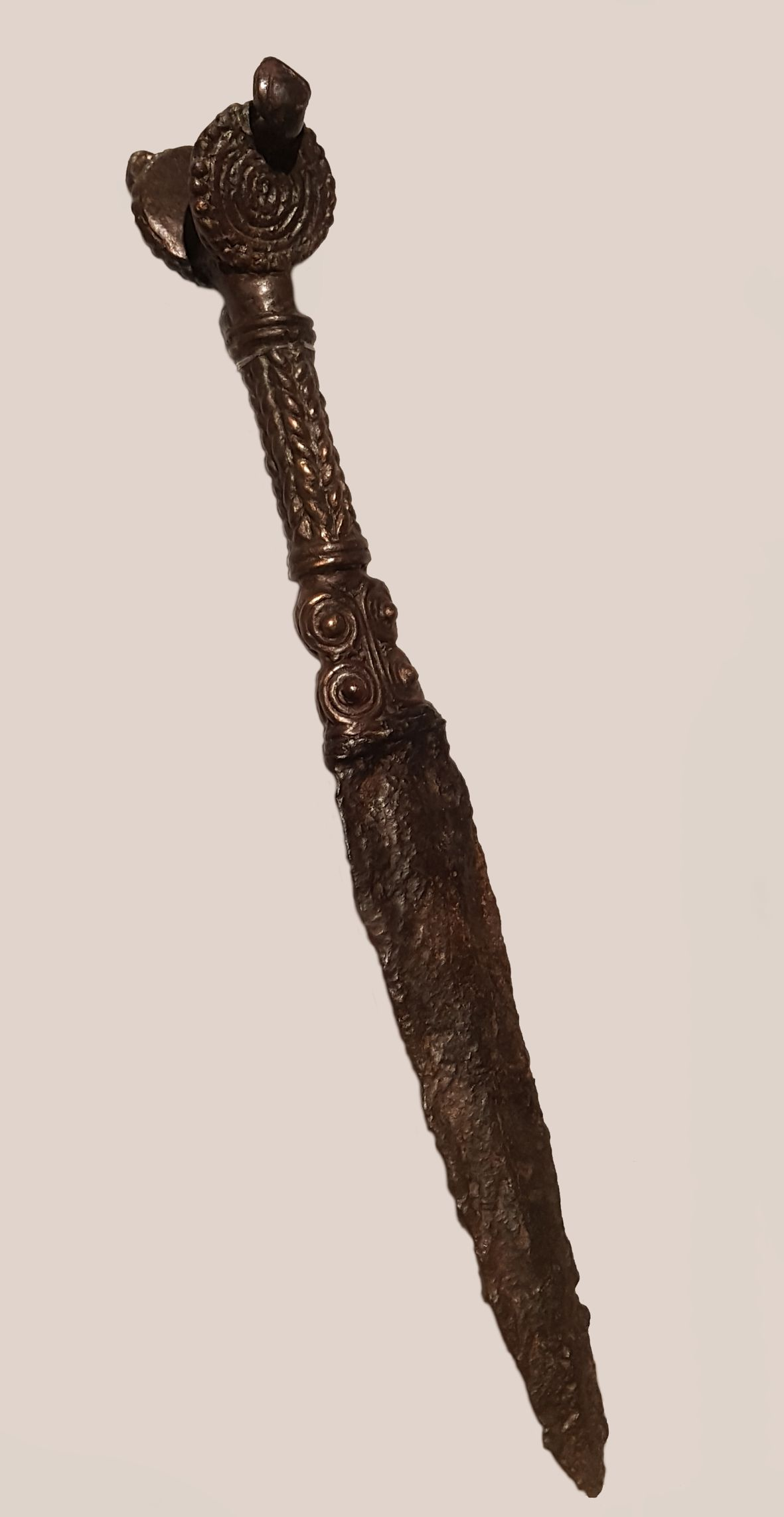
Daga de bronce y hierro. El análisis con rayos X reveló cómo se combinaron los metales.
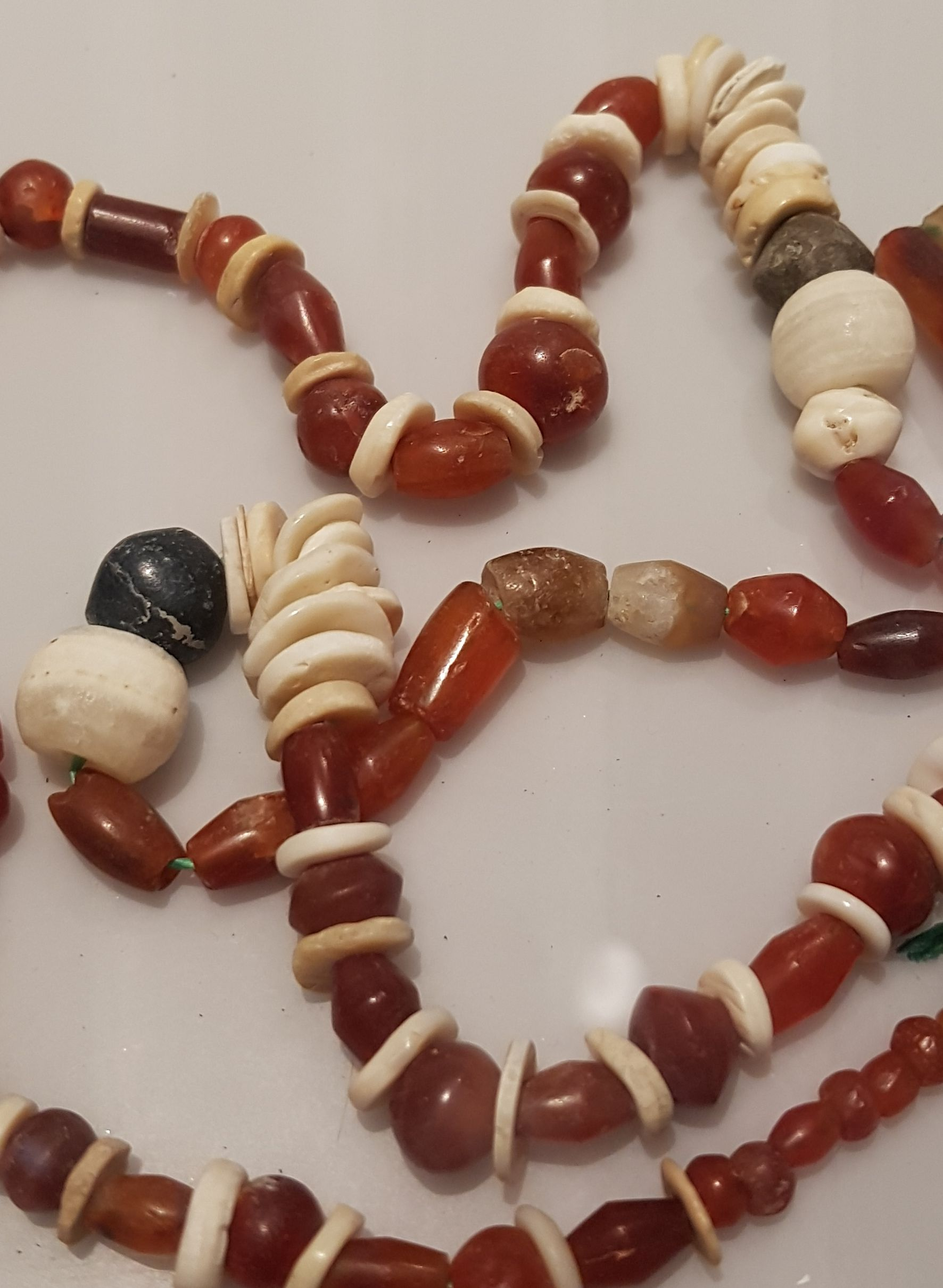
Collar de cuentas de cornalina, hueso y piedra. Se cree que las joyas de cornalina halladas en los EAU proceden del valle del Indo.
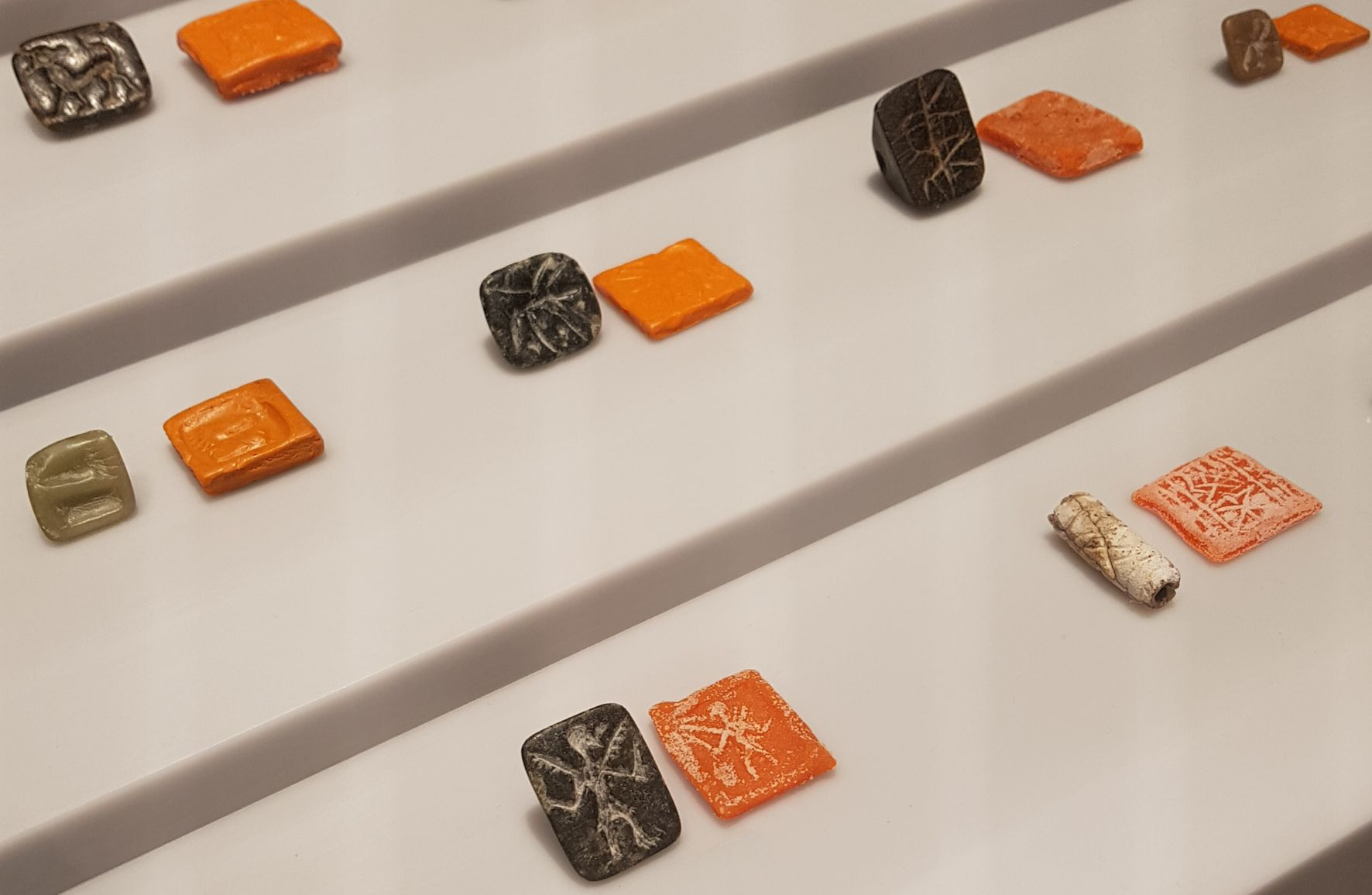
Seals on display at the Saruq Al Hadid Archaeology Museum originating from Mesopotamia, Bahrain and Egypt.
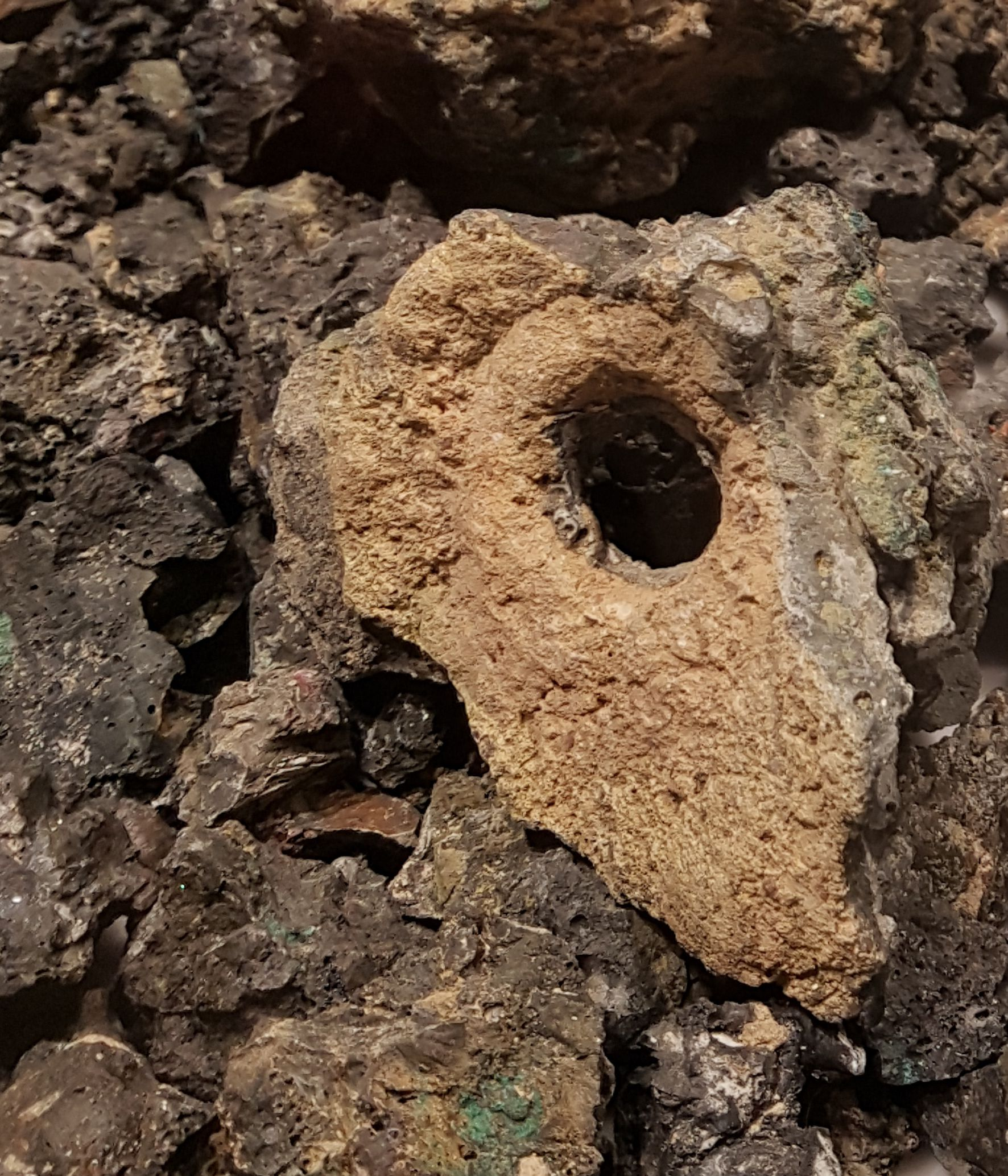
Agujero en la pared de un horno de la Edad del Hierro.